# Beautiful fighter
『Beautiful fighter』（ビューティフル ファイター）は、音楽ユニット・angelaの12作目となるシングル。 2008年11月12日にスターチャイルドから発売。

## 概要
AT-X・各UHF系各局などで放送されたテレビアニメ『屍姫 赫』および『屍姫 玄』の主題歌シングル。両アニメのオープニングテーマおよびエンディングテーマとなった楽曲を収録。
初回限定盤は表題曲「Beautiful fighter」のPVを収録したDVD付属のデジパック仕様。 

## 収録曲
1. Beautiful fighter [4:07]
  - 作詞：atsuko 作曲：atsuko・KATSU 編曲：KATSU
  - テレビアニメ『屍姫 赫』／『屍姫 玄』オープニングテーマ
2. My story [4:16]
  - 作詞：atsuko 作曲：atsuko・KATSU 編曲：KATSU
  - テレビアニメ『屍姫 赫』／『屍姫 玄』エンディングテーマ
3. Darling [4:32]
  - 作詞：atsuko 作曲：atsuko・KATSU 編曲：KATSU
4. Beautiful fighter （off vocal ver.）
5. My story （off vocal ver.）
6. Darling （off vocal ver.）

DVD
- 「Beautiful fighter」PV